# 転用物訴権
転用物訴権（てんようぶつそけん、羅: actio de in rem verso、独: Versionsklage）とは、大陸法の法律用語で、もともとはローマ法における訴権の一種であったが、現在では、不当利得の一例を指すものとして用いられる。契約上の給付が、契約の相手方のみならず、第三者の利益になった場合に、相手方からは当該給付の対価を得られなかった当該給付をした者が、当該第三者に利得の返還を請求することをいう。

## 要件
現在の判例では以下の2点が必要とされる。この節のX,Y,Aは次のブルドーザー事件の事案に対応する。
- Aからの債権回収が無資力により事実上不可能であること。
- 対価関係なしに、すなわちAに対する関係で無償で、もしくは、Yが得た利得に対応する反対債権をAが有しないのに、第三者YがXの労務・財貨から利益を受けていること。

## 判例「ブルドーザー事件」
昭和40(オ)1345　不当利得返還請求　最判昭和45年7月16日-民集24巻7号909頁

### 事実
Yからブルドーザーを借りていた会社Aから依頼を受けたXは、そのブルドーザーを修理をしてAに引き渡した。しかし、修理後まもなくその会社が倒産したため修理代金回収が極めて困難になった。一方Yは倒産した後、Xの修理の分だけ価値が大きくなったブルドーザーを取り戻し、他に売却した。そこでXは、(倒産した会社でなく)Yに対して修理代金の支払を求めた。
原審の福岡高等裁判所は、原告の請求を棄却した。

### 最高裁判所の判断
最高裁は以下のように述べて、Xの主張に沿った判断を下し、福岡高裁に事件を差し戻した。
ブルドーザーの修理で、Xは材料の用意や作業の手間により修理代金相当の損失を受ける一方、Yは修理代金に相当する利得を得た。よって、Xの損失とYの利得との間に直接の因果関係があるといえる。これは、修理を受領した者がYでなかったとしても関係ない。
ただ、この修理はAの依頼によるもので、原告はAに対して修理代金債権を(不良債権とはいえ)取得する。よって、XはAに対して修理代金債権を取得するから、右修理によりYの受ける利得はいちおうAの財産に由来することとなり、XはYに対し右利得の返還請求権を有しないのを原則とする。
それでも、Aが無資力であるため、右修理代金債権の全部または一部が無価値であるときは、その限度で、Yの受けた利得はXの財産および労務に由来したものといる。
以上より、Xは、修理（損失）によりYの受けた利得を、Aに対する代金債権が無価値である限度において、不当利得として、Yに返還を請求することができる。

### 関連判例
建物賃借人から請け負って修繕工事をした者が賃借人の無資力を理由に建物所有者に対し不当利得の返還を請求することができる場合は、建物所有者が対価関係なしに利益を受けたときに限られるとした判例（最判平成7年9月19日−民集49巻8号2805頁）。大法廷判決ではないが、上記のブルドーザー事件の判例を実質的に変更したといえる。